# Johann Friedrich Kierulff
Johann Friedrich Martin Kierulff (* 9. Dezember 1806 in Schleswig; † 17. Juli 1894 in Lübeck) war ein deutscher Jurist und Politiker sowie Mitglied der Frankfurter Nationalversammlung.

## Leben
Johann Friedrich Kierulff wurde 1806 als Sohn des Kammerdieners eines hohen Militärs, Friedrich Kierulff, geboren. Er studierte die Rechte von 1824 bis 1829 an den Universitäten Kiel und München Rechtswissenschaften und wurde 1831 in Kiel zum Dr. jur. promoviert. Nach einer Zeit als Privatdozent wurde er 1834 Professor in Kiel. 1842 wechselte er an das Oberappellationsgericht Rostock, dort wurde er 1843 zum Oberappellationsgerichtsrat berufen. Später als Vizepräsident diente er auch als Richter am Rostocker Oberappellationsgericht. 1853 wurde er Präsident des Oberappellationsgerichtshofes der vier freien Städte in Lübeck, wo er 1879  bei Auflösung des Gerichts durch die Reichsjustizgesetze zum 1. Oktober 1879 in den Ruhestand trat.
Kierulff gehörte bereits 1848 dem Frankfurter Vorparlament als Schriftführer an und wurde Mitglied des Fünfzigerausschusses, die die Konstituierung der Nationalversammlung vorbereiteten. Zum Abgeordneten wurde er von den Wahlmännern des 1. Mecklenburgischen Wahlkreises Rostock gewählt. 
Er gehörte vom 18. Mai 1848 bis zum 26. Mai 1849 der Frankfurter Nationalversammlung an. Im Paulskirchenparlament war er Präsident der Protokollkommission und zählte zum Linken Centrum mit der Fraktion Württemberger Hof. Zeitgenossen beschrieben Kierulff als den Typus des trockenen Rechtsgelehrten. Dem steht entgegen, dass er Mitglied mehrerer Musikvereine und -Gesellschaften war. Sein Verdienst besteht nicht zuletzt auch darin, dass er neue über das erstarrte Römische Recht hinausweisende praktische Rechtsgrundsätze anstrebte. Sein Hauptwerk, die Theorie des Gemeinen Civilrechts, erschien 1839. In der Nationalversammlung trat Klierulff mit mehreren Reden zur Verfassungsfrage und zur Kaiserwahl hervor. Diese Reden zeigten allerdings einen anderen Geist als den des trockenen Rechtsgelehrten. Als Mitglied des Gesetzgebungsausschusses trat er am 24. April 1849, kurz vor dem Scheitern der Nationalversammlung, nochmals vor die Abgeordneten.
Nach dem Scheitern der Nationalversammlung nahm er am Gothaer Nachparlament teil und war 1850 Abgeordneter im Erfurter Unionsparlament.